# Tullen, Borås

Tullen är en stadsdel i Borås, strax norr om riksväg 27 och 40 och söder om sjön Kolbränningen. Den fungerade från början som en stadsgräns där man skulle tulla in de varor man hade köpt utanför staden. I området finns nu en blandning av villor och flerbostadshus, varav många är byggda på 1950-talet.